# أشوت كاراجيان
أشوت كاراجيان (مواليد 23 يناير 1951) هو مبارز بالسيف من الاتحاد السوفيتي، مثّل بلاده في الألعاب الأولمبية الصيفية 1980.

## روابط خارجية
أشوت كاراجيان على موقع اللجنة الأولمبية الدولية (الإنجليزية)
- أشوت كاراجيان على موقع أوليمبيديا (الإنجليزية)